# Prosopothrips nigriceps
Prosopothrips nigriceps är en insektsart som beskrevs av Bagnall 1927. Prosopothrips nigriceps ingår i släktet Prosopothrips och familjen smaltripsar. Inga underarter finns listade i Catalogue of Life.